# Loser Like Me
Loser Like Me je první epizoda šesté série amerického hudebního televizního seriálu Glee a v celkovém pořadí stá devátá epizoda tohoto seriálu. Epizodu napsali všichni tři hlavní tvůrci seriálu, tedy Ryan Murphy, Brad Falchuk a Ian Brennan, režíroval ji Bradley Buecker a poprvé se vysílala ve Spojených státech dne 9. ledna 2015 na televizním kanálu Fox spolu s další epizodou s názvem Homecoming v rámci speciální dvouhodinové premiéry šesté série seriálu.
Na McKinleyově střední škole začíná nový školní rok, ale ředitelka Sue Sylvester (Jane Lynch) na škole zakázala veškeré umělecké kroužky. Rachel Berry (Lea Michele) zažila velké zklamání, když její seriál byl hned po pilotní epizodě zrušen, a tak se vrací na McKinleyovu střední, aby se s pomocí svého nejlepšího kamaráda Kurta Hummela (Chris Colfer) pokusila obnovit školní sbor. Blaine Anderson (Darren Criss) se stal vedoucím sboru na Daltonově akademii a Will Schuester (Matthew Morrison) je vedoucím konkurenčního sboru, Vocal Adrenaline.
Epizoda získala pozitivní recenze od kritiků a většina z nich poznamenala, jak připomíná první sérii Glee.

## Obsah epizody
Poté, co se televizní seriál That’s So Rachel ukázal jako velká katastrofa, tak se Rachel Berry (Lea Michele) vrací domů do Limy a zjistí, že se její rodiče rozvádí a prodávají dům.
Blaine Anderson (Darren Criss) je vedoucím sboru Dalton Academy Warblers, protože po rozchodu s Kurtem Hummelem (Chris Colfer) začal zanedbávat všechny hodiny na NYADĚ a byl vyhozen. Sam Evans (Chord Overstreet) se stal fotbalovým trenérem na McKinleyově střední a pomáhá trenérce Beiste (Dot-Marie Jones). Kurt studuje stále NYADU, ale na tento rok je mu dovoleno opustit školu, aby si našel praxi pro svůj studijní program. Vydává se tedy do Limy, aby získal Blaina zpátky. Rachel navštíví školního radu Limy a snaží se ho přesvědčit, aby na McKinleyově střední obnovil sbor, ten souhlasí ale pod podmínkou, že ho bude vést právě ona. Rachel požádá Kurta o pomoc, čímž se stali hlavními nepřáteli Sue Sylvester (Jane Lynch). Will Schuester (Matthew Morrison) působí jako vedoucí hlavního konkurenčního sboru, Vocal Adrenaline.
Kurt se setkává s Blainem v gay baru a řekne mu, že ho to mrzí a že se ho pokusí získat zpátky. Blaine ale Kurtovi sdělí, že již s někým chodí a Kurt začne panikařit. Přichází Dave Karofsky (Max Adler) a je prozrazeno, že právě on je Blainův nový přítel. Kurt je v šoku, jde na toalety a začne plakat.
Will navštíví Rachel v jeho bývalé kanceláři, kde se mu Rachel přizná, že Broadway stále zůstala jejím snem. Epizoda končí, když Rachel, nadšená pro novou výzvu, vyvěšuje seznam pro zapsání se do sboru.

## Seznam písní

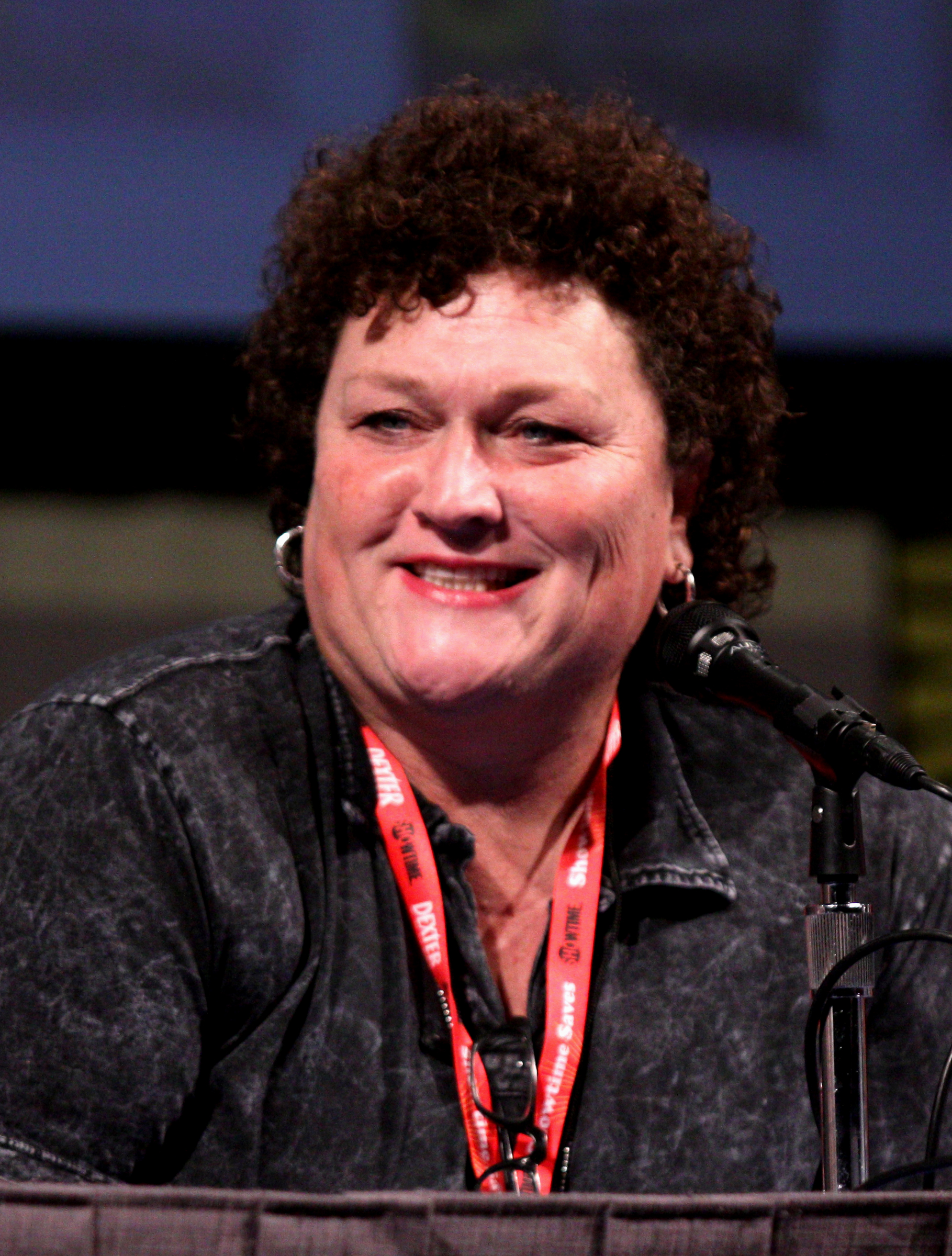
Od této epizody je trenérka Beiste (Dot Jones, na obrázku) povýšena mezi hlavní postavy

- „Uninvited“
- „Suddenly Seymour“
- „Sing“
- „Dance the Night Away“
- „Let It Go“

## Hrají
| Chris Colfer     | Kurt Hummel             |
| Darren Criss     | Blaine Anderson         |
| Dot Jones        | trenérka Shannon Beiste |
| Jane Lynch       | Sue Sylvester           |
| Kevin McHale     | Artie Abrams            |
| Lea Michele      | Rachel Berry            |
| Matthew Morrison | William Schuester       |
| Amber Riley      | Mercedes Jones          |
| Chord Overstreet | Sam Evans               |